# Cheiridopsis velox
Cheiridopsis velox är en isörtsväxtart som beskrevs av Steven A. Hammer. Cheiridopsis velox ingår i släktet Cheiridopsis och familjen isörtsväxter. Inga underarter finns listade i Catalogue of Life.